# Electric Mud
Albums de Muddy Waters
The Super Super Blues Band
(1967) After The Rain
(1969)
Electric Mud est un album studio de Muddy Waters. Enregistré en 1968, c'est un album-concept qui imagine Muddy Waters comme un musicien de rock psychédélique. Le producteur Marshall Chess a suggéré à Muddy d'enregistrer cet album avec les membres du groupe Rotary Connection pour tenter de relancer la carrière du chanteur.
L'album atteint la 127e place du Billboard 200. Il est controversé pour sa fusion entre le blues électrique et le rock psychédélique, cependant il est l'un des albums les plus influents de sa génération.

## Production
En 1967, Marshall Chess créé Cadet Records, filiale de Chess Records. Le premier enregistrement du label est l'album éponyme du groupe de rock psychédélique Rotary Connection, que Chess décrit comme « les meilleurs et les plus avant-gardistes rockeurs de Chicago. » Aux vues du succès de l'album, Chess sent qu'il peut fait revivre la carrière du bluesman Muddy Waters en enregistrant un album expérimental de blues psychédélique avec les membres de Rotary Connection comme groupe d’accompagnement de Muddy Waters. Chess espère que ce nouvel album aura un succès auprès des groupes de rock psychédélique qui sont influencés par Muddy Waters.
Au lieu des musiciens habituels de Muddy Waters, il y a Gene Barge, Pete Cosey, Roland Faulkner, Morris Jennings, Louis Satterfield, Charles Stepney et Phil Upchurch. Cosey, Upchurch et Jennings souhaitent appeler le groupe The Electric Niggers,. Marshall Chess aime cette suggestion, mais Leonard Chess refuse ce nom.
L'album intègre l'utilisation de la pédale wah-wah et de la distorsion. Les puristes critiquent le côté psychédélique de l'album. Chess dit à ce sujet : « Je n'ai jamais essayé de faire de Muddy Waters un artiste de rock psychédélique ; c'était juste un album-concept comme quand David Bowie devient Ziggy Stardust. » I'm Your Hoochie Coochie Man est marqué d'une grande influence free jazz ainsi que l'utilisation d'une harpe. On y trouve également une reprise de Let's Spend the Night Together des Rolling Stones dans un style gospel et soul.
Le titre de l'album ne fait pas référence à l'utilisation de la guitare électrique, Muddy Waters joue de cet instrument depuis qu'il a signé chez Chess Records. L'utilisation du terme « electric » est utilisé dans un contexte psychédélique. Le groupe qui a enregistré Electric Mud a aussi enregistré avec Howlin' Wolf l'album The Howlin' Wolf Album,.
La couverture de l'album Electric Mud reflète les préférences de Muddy Waters en 1968. La première de couverture du 33 tours original sortie en 1968 aux États-Unis présente deux versions : la première, un fond blanc avec des lettres noirs, et la seconde, un fond noir avec des lettres blanches. L'album est accompagné d'un fascicule de photos.

## Réception
Electric Mud se vend à 150 000 exemplaires dans les six semaines qui suivent sa sortie et atteint la 127e place du Billboard 200. C'est le premier album de Muddy Waters à se positionner dans les classements du Billboard et du Cash Box.
Bien qu'il soit décrié par la critique aux États-Unis, il est très bien reçu en Angleterre. Marshall Chess dit : « Ce fut le plus grand enregistrement de Muddy Waters que nous ayons eu chez Chess, et il s'est écrasé instantanément. Les Anglais l'ont accepté, ils sont plus excentriques. »

## Postérité
Muddy enregistre After the Rain l'année suivante, en y ajoutant des éléments d' Electric Mud.
Dans Lost in the Grooves: Scram's Capricious Guide to the Music You Missed, Gene Sculatti écrit que « Le rythme de Electric Mud anticipe le hip-hop de trois  décennies. »
La série de documentaires The Blues, produite par Martin Scorsese, présente l'enregistrement du groupe d’Electric Mud avec Chuck D et les membres de The Roots.

## Liste des pistes
| 1.    | I Just Want to Make Love to You  | 4:19 |
| 2.    | I'm Your Hoochie Coochie Man     | 4:53 |
| 3.    | Let's Spend the Night Together   | 3:12 |
| 4.    | She's Alright                    | 6:36 |
| 5.    | Mannish Boy                      | 3:50 |
| 6.    | Herbert Harper's Free Press News | 4:40 |
| 7.    | Tom Cat                          | 3:42 |
| 8.    | The Same Thing                   | 5:42 |
| 36:54 |                                  |      |

## Personnel

### Musiciens
- Muddy Waters – Chant
- Gene Barge – Saxophone, Producteur
- Phil Upchurch – Guitare
- Roland Faulkner – Guitare
- Pete Cosey – Guitare
- Charles Stepney – Orgue, Arrangements, Producteur
- Louis Satterfield – Basse
- Morris Jennings – Batterie

### Personnel additionnel
- Stu Black – Ingénieur
- Marshall Chess – Producteur
- Meire Murakami – Design
- Bill Sharpe – Design (couverture)
- Abner Spector – Mixage
- Vartan – Direction artistique

## Sources
- (en) Cet article est partiellement ou en totalité issu de l’article de Wikipédia en anglais intitulé « Electric Mud » (voir la liste des auteurs).